# Ion Dumitrescu (Sportschütze)
Ion Dumitrescu (* 18. Juli 1925 in Bukarest; † 1999) war ein rumänischer Sportschütze.

## Karriere
Ion Dumitrescu nahm im Trap an vier Olympischen Spielen teil. 1960 in Rom erzielte er mit 192 Punkten das beste Resultat des Wettbewerbs und wurde so vor Galliano Rossini, der 191 Punkte erzielt hatte, und Sergei Kalinin, der den Wettkampf mit 190 Punkten abschloss, Olympiasieger. Bei den Olympischen Spielen 1964 in Tokio belegte er den fünften Platz, mit 193 Punkten verpasste er einen weiteren Medaillengewinn um einen Punkt. Vier Jahre darauf wurde er in Mexiko-Stadt Elfter, 1972 kam er in München nicht über den 30. Platz hinaus. Bei Weltmeisterschaften gewann er zunächst 1958 in Moskau im Skeet mit der Mannschaft Bronze. In Oslo wurde Dumitrescu 1961 mit der Trap-Mannschaft Vizeweltmeister und sicherte sich mit ihr 1966 in Wiesbaden Bronze.
Nach seiner aktiven Karriere war er unter anderem Trainer und Funktionär beim nationalen Schützenbund.